# Lübau
Lübau ist ein Ortsteil von Rabenau im sächsischen Landkreis Sächsische Schweiz-Osterzgebirge.

## Geografie
Lübau ist ein Waldhufendorf, das sich in nordöstliche Richtung von einer Hochfläche zum Borlasbach hin erstreckt. Der Ort liegt auf ca. 330 m Meereshöhe und befindet sich am untersten Rand des Osterzgebirges. Im Ortsteil Lübau leben ca. 300 Einwohner (2004).

### Lage
| Somsdorf   | Sdlg. Waldviertel                           | Rabenau    |
| Edle Krone | Kompassrose, die auf Nachbargemeinden zeigt | Spechtritz |
|            | Borlas                                      |            |

## Geschichte

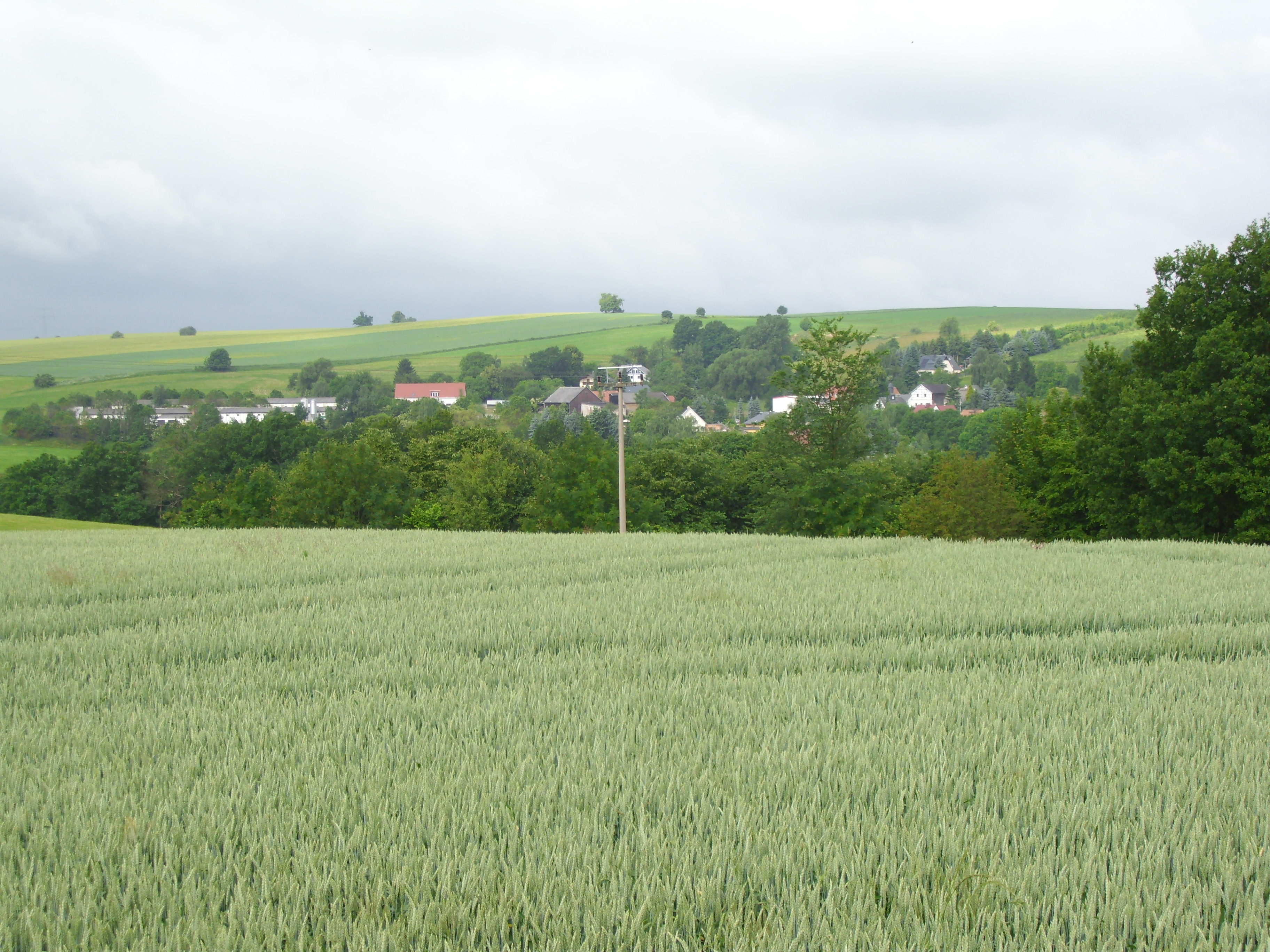
Blick auf Lübau 2014

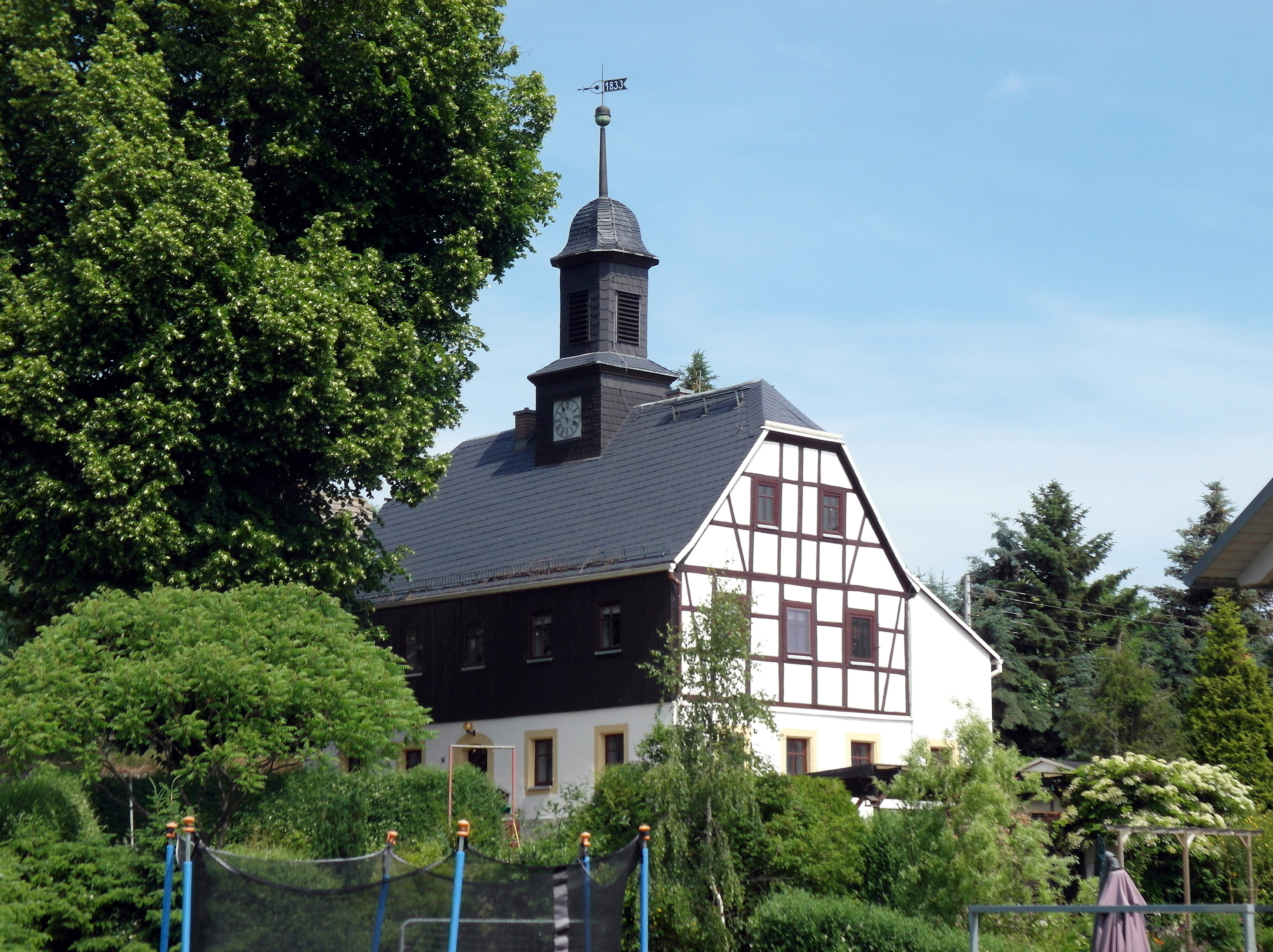
Alte Dorfschule und ehem. Gemeindeamt

Die erste urkundliche Erwähnung unter der Bezeichnung Lobouwe geht auf das Jahr 1378 zurück. Bis 1569 lag die Grundherrschaft beim Rittergut Rabenau, danach war es Amtsdorf des Amts Dippoldiswalde, wo es meist Liebau geschrieben wurde. Lübau war bis 1930 nach Somsdorf gepfarrt, danach nach Rabenau.
Lübau gehörte bis 1843 zum Amt Dippoldiswalde, danach zum Gerichtsamt Tharandt. Ab 1875 gehört Lübau zur Amtshauptmannschaft Dresden und kam 1952 zum Kreis Freital. 1974 wurde Lübau in die Stadt Rabenau eingemeindet. Für lokale Belange existiert nach der sächsischen Gemeindeordnung ein Ortschaftsrat mit einem Ortsvorsteher.

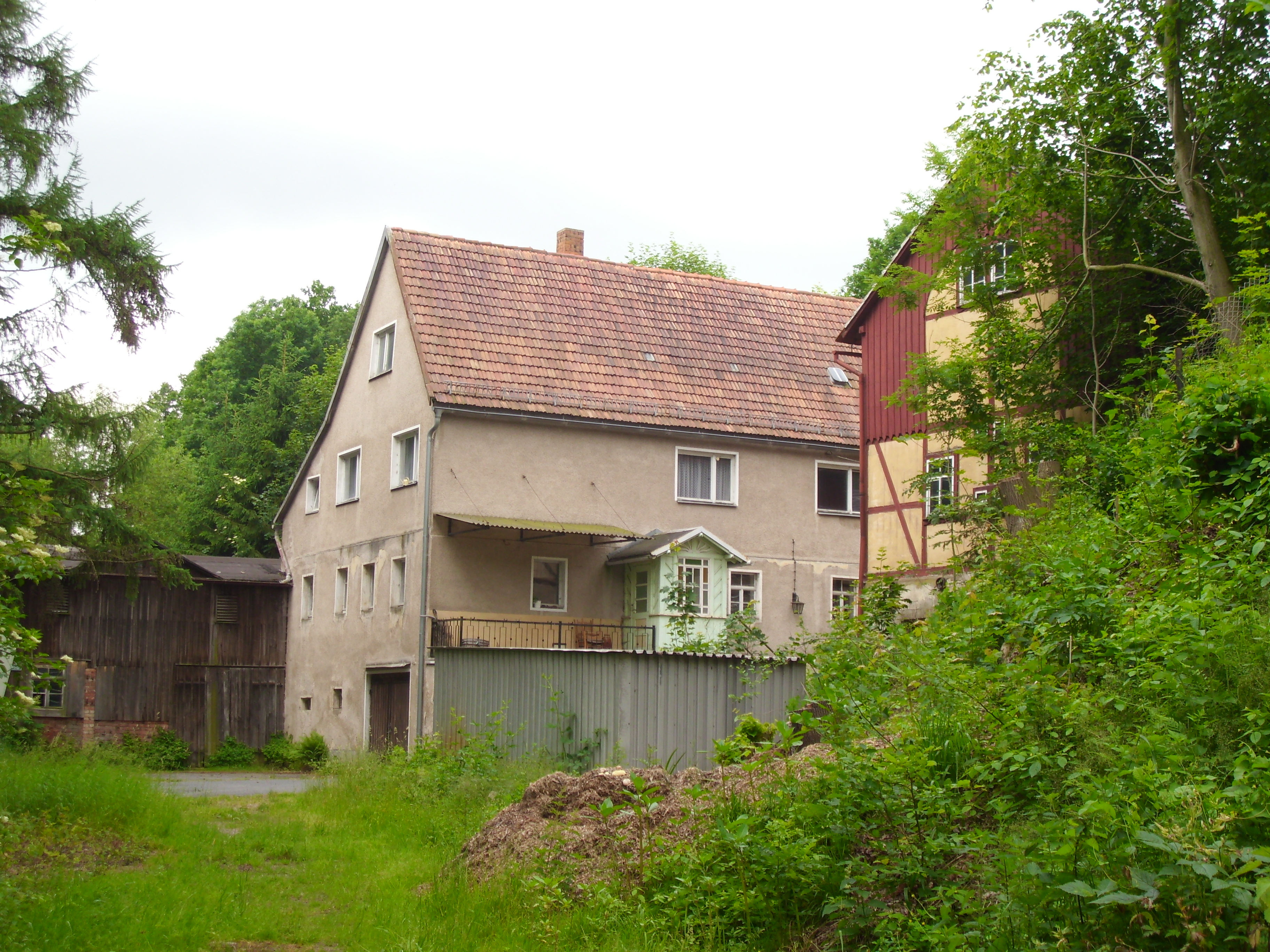
Die Lübauer Mühle

Die Lübauer Mühle am Borlasbach wird auf das Jahr 1835 datiert, sie ist nicht mehr in Betrieb. Im Jahre 1833/34 wurde die Schule erbaut, die seit 1953 bis zur Eingemeindung als Gemeindeamt genutzt wurde. Der Gasthof des Ortes brannte 1970 ab. 1840 wird der Stuhlbau im Ort mit Vier Stuhlbauern und 3 Gehilfen erwähnt. Um 1921 wurde das Kriegerdenkmal geweiht. 1944 wurden Flüchtlinge aus Ostpreußen im Ort bei den Bauern einquartiert.
1952 wurde die LPG Freundschaft gegründet. Es entstanden Maschinenhallen, Lagerhallen und Offenställe am oberen und unteren Ortsende, bereits 1981 war diese vereinigt als LPG „Freundschaft“ Lübau-Oelsa. In den 1980er Jahren entstand am unteren Ortsende eine moderne Bullenmastanlage, die heute die Jungrinderzucht und eine Biogasanlage der Dresdner Vorgebirgs Agrar AG beherbergt.

### Entwicklung der Einwohnerzahl
Quelle: Institut für Sächsische Geschichte und Volkskunde
| - 1551: 13 besessene Mann, 24 Inwohner - 1764: 14 besessene Mann, 4 Häusler - 1803: 12 Hüfner, 3 Gärtner, 4 Häusler, 115 Einwohner - 1834: 145 - 1836: 150 - 1871: 183 - 1890: 171 | - 1910: 210 - 1925: 209 - 1939: 241 - 1946: 331 - 1950: 294 - 1964: 235 |

## Persönlichkeiten
- Fr. E. Jochen (* 1812 in Dresden; † 1833 in Lübau), Schullehrer
- Theodor Leopold Meyer (* 1810 in Oberwiesenthal; † 1841 in Lübau), Schullehrer

## Wirtschaft und Verkehr
Lübau war und ist stark landwirtschaftlich geprägt. Im Ort existiert seit den 1970er Jahren eine Viehzuchtanlage.
Gemeindestraßen führen nach Rabenau, nach Somsdorf und nach Borlas.